# Albuca gageoides
Albuca gageoides är en sparrisväxtart som beskrevs av Kurt Krause. Albuca gageoides ingår i släktet Albuca och familjen sparrisväxter.
Artens utbredningsområde är Namibia. Inga underarter finns listade i Catalogue of Life.